# John R. Coryell
Pour les articles homonymes, voir Coryell.
Œuvres principales
- Créateur de Nick Carter

John R. Coryell, né le 15 décembre 1851 à New York et mort le 15 juillet 1924, aux États-Unis, est un journaliste et écrivain américain, créateur du personnage de fiction Nick Carter.

## Biographie
Dans sa jeunesse, il suit son père, consul des États-Unis à Canton et à Shangaï. Après un séjour au Japon, il revient à New York, puis part en Californie, où il devient journaliste. De retour à New York, il publie un feuilleton, Le Marquis français ou détective par vengeance, dans l'hebdomadaire New York Weekly.
À la demande de Ormond Gerald Smith (en), qui lui suggère d'inventer un personnage de détective privé, il crée le personnage de Nick Carter, dont la première aventure paraît en feuilleton, le 18 septembre 1886, dans le New York Weekly. Il écrit les six premières histoires, puis abandonne son héros et laisse d'autres écrivains poursuivre la série sous le nom maison Nick Carter.
Le reste de sa production inclut d'autres récits policiers ou sentimentaux, souvent mâtinés d'humour.

## Œuvre

### Roman-feuilleton
- Le Marquis français ou détective par vengeance, New York Weekly (1884)

### Romans

#### SérieNick Carter
- The Old Detective's Pupil (1887)
- A Wall Street Haul (1887)
- Fighting Against Millions (1888)
- The Crime of a Contess (1888)
- A Titled Counterfeiter (1888)
- A Woman's Head (1888)

#### Autres romans
- The Hound of Marat (1915)
- The Blue Rose (1916)

### Nouvelles
- How Sin Hop Went Ashore (1882)
- The Largest Pet in the World (1883)
- The Midget Sheep (1883)
- Snow-Shoes and No Shoes (1883)
- A Submarine Fire-Eater (1883)
- Pigmy Trees and Miniature Landscapes (1884), en collaboration avec James Carter Beard
- The Spider and the Tuning Fork (1884)
- Swordsmen of the Deep (1884)
- The Romance of the Menagerie (1884), en collaboration avec James Carter Beard
- Baby Deb "P'ays" for the Christmas Goose (1885)
- Cased in Armor (1885)
- Honey Hunters (1885)
- The Rajah's Paper Cutter (1885)
- The King of the Frozen North (1886)
- Savage and Cowardly (1886)
- St. Nicholas Dog Stories - A Clever Little Yellow Dog (1886)
- Wild Hunters (1886)
- A Scheming Old Santa Claus (1886)
- The Strange Doings of the Kiwi (1887)
- Elephants at Work (1887)
- Lassoing a Sea-Lion (1889)
- Sweet Memories (1889)
- Jokers of the Menagerie (1889)
- Wolves of the Sea (1890)
- A Rat's Cheveux de Frise (1890)
- Sallie Drew's Vocation (1914)
- A Modern Gulliver's Travels (1915)
- Talking Talbot (1915)
- The Bundle of Bonds (1916)
- The Gilded Eros (1917)
- Dorothy Meade's Problem (1917)
- The Blotted Combinaison (1918)
- Stenographer of Wife? (1922)
- The Dragon's Eye (1922)
- The Girl is in the Main Thing (1923)
- What Chance Has a Mere Husband Against a Poodle? (1923)
- The Girl Who Found Her Own Soul (1923)
- A Factory Girl's Romance (1924)

## Sources
: document utilisé comme source pour la rédaction de cet article.
- Claude Mesplède (dir.), Dictionnaire des littératures policières, vol. 1 : A - I, Nantes, Joseph K, coll. « Temps noir », 2007, 1054 p. (ISBN 978-2-910-68644-4, OCLC 315873251), p. 482